# Ріхардс Кондратовичс
Ріхардс Кондратовичс (латис. Rihards Kondratovičs; *12 травня 1932, Латгалія, Латвія) — латвійський селекціонер. Латвійський науковець. Організатор і завідувач розплідника рододендронів в Бабіте. Член Англійського королівського садівничого товариства. Доктор біологічних наук (в Латвії Dr.habil.biol), професор. Академік Академії наук Латвії.

## Біографія
Кондратовичс більшу частину наукової діяльності присвятив селекції рододендронів. Вивів понад 50 сортів рододендронів (провів більше 600 схрещувань і вивів 49 сортів, зростаючих у відкритому ґрунті, і 15 сортів, що ростуть в закритому ґрунті), велика частина яких занесена до Міжнародного реєстру рослин. Екс-директор Ботанічного саду Латвійського університету і екс-проректор з науки Латвійського університету . Закінчив біологічний факультет за спеціальністю фізіологія рослин Латвійського університету.

## Головні публікації
- R.Kondratovičs. Rododendri, Liesma, Rīga, 1965, 124 lpp.
- R.Kondratovičs. Acālijas, Liesma, Rīga, 1971, 144 lpp.
- R.Kondratovičs. Augu anatomijas praktikums, Zvaigzne, Rīga, 1976, 280 lpp.
- R.Kondratovičs. Rododendri, Liesma, Rīga, 1978, 180 lpp.
- R.Kondratovičs. Rododendri, Avots, Rīga, 1981, 231 lpp. (На русском)
- R.Kondratovičs. Rododendri Latvijas PSR. Kultūras bioloģiskās īpatnības, Zinātne, Rīga, 1981, 334 lpp. (На русском)
- U.Kondratovičs, R.Kondratovičs. Rhododendron in Lettland. «Rhododendron und immergrüne Laubgehölze», Bremen, 1996, S.106-115
- R.Kondratovičs, U.Kondratovičs. Introduction and breeding of Rhododendrons in Latvia. Baltic Botanic Gardens in 1997, Tallinn, 1998, pp. 26–29
- R.Kondratovičs, U.Kondratovičs. Rododendru audzēšana un kopšana, LU, Rīga, 2000, 28 lpp.
- R.Kondratovičs, U.Kondratovičs. Rododendru Avīze, AS Lauku Avīze, Rīga, 2002, 8 (74), 64 lpp.
- R.Kondratovičs, U.Kondratovičs, G.Riekstiņa. Rododendru audzēšana un kopšana, Babīte, 2003, 32 lpp. (на русском)
- R.Kondratovičs. Rododendri un to selekcija Latvijā, LU, Rīga, 2005, 102 lpp.

## Нагороди
- Орден Трьох зірок.